# George Ernest Studdy
George Ernest Studdy, né le 24 juin 1878 à Davenport, comté de Devon (Plymouth) et décédé le 25 juillet 1948 à Kensington (Londres) est un illustrateur commercial britannique, surtout connu pour avoir illustré Bonzo le chien (en) (anglais : Bonzo the dog), dans le magazine The Sketch dans les années 1920.

## Biographie
Né à Davenport, dans le comté de Devon, Plymouth, au Sud-Est de l'Angleterre, il est le second des trois fils de Ernest Studdy et Constance Studdy. Il fait son service militaire comme lieutenant dans le 32e régiment des Argyll and Sutherland Highlanders. Il pratique la chasse et la pêche avec son père.
Il étudie au collège Clifton de Bristol, puis à la suite d'un grave accident part pour Londres pour un long traitement. À l'été 1896, en sortant de l'hôpital, il veut s'engager dans l'armée mais est refusé en raison de son état de santé. Il suit alors des cours du soirs à l'Heatherley’s Art School. Il passe également une année à la Calderon’s Animal School afin d'étudier l'anatomie des animaux ainsi que le dessin. Il partage un studio avec des amis de l'école d'art et travaille jusqu'à avoir un book suffisamment important.
Il commence sa carrière[Quand ?] en vendant quelques dessins à des éditeurs. Plus tard[évasif], des magazines et journaux lui demandent de faire des illustrations pour la guerre Boer (1899-1902). Il publie dans Boys Own en 1900 et Comic Cut est la première publication à lui passer des commandes régulières. En 1902, il publie dans Pick-Me-Up magazine et dans The Big Budget Comic. Il publie un grand nombre de cartes postales pour Valentine’s Postcards of Dundee.
À partir de 1922, il publie Bonzo the dog dans The Sketch ; ce personnage devient une bande hebdomadaire dans Tit-Bits à partir de 1926. Cette BD est publiée pendant une certaine période[évasif] et des produits dérivés sont fabriqués et vendus. Il peint également une bande dessinée régulière avec Ooloo the cat (Ooloo le chat dans The Sketch de 1929 à 1933.

## Œuvres
- (en) George Ernest Studdy, The Studdy dogs portfolio, 1922
- (en) George Ernest Studdy et George Jellicoe, Booklets consisting of coloured plates by G. E. Studdy with letterpress by George Jellicoe, 1923
- Bonzo the dog 1922 - ?
- Ooloo the cat 1929 - 1933
- George Ennest Studdy (trad. Yvonne Ostroga), De bonnes histoires, Hachette, 1924 (lire en ligne)
- George Ennest Studdy, Bonzo II Le farceur, Hachette, 1933 (lire en ligne)
- George Ennest Studdy, Bonzo et les saucisses, Hachette, 1935 (lire en ligne)
- George Ennest Studdy, Bonzo va à la chasse, Hachette, 1936 (lire en ligne)
- George Ennest Studdy, Bonzo fait pousser les cheveux, Hachette, 1939 (lire en ligne)